# Сан-Криштован (Монтемор-у-Нову)
Сан-Криштован (порт.  São Cristóvão) - фрегезия (район) в муниципалитете Монтемор-у-Нову округа Эвора в Португалии. Территория – 145,33 км². Население   – 754 жителей. Плотность населения – 5,2 чел/км².